# 青森駅前郵便局

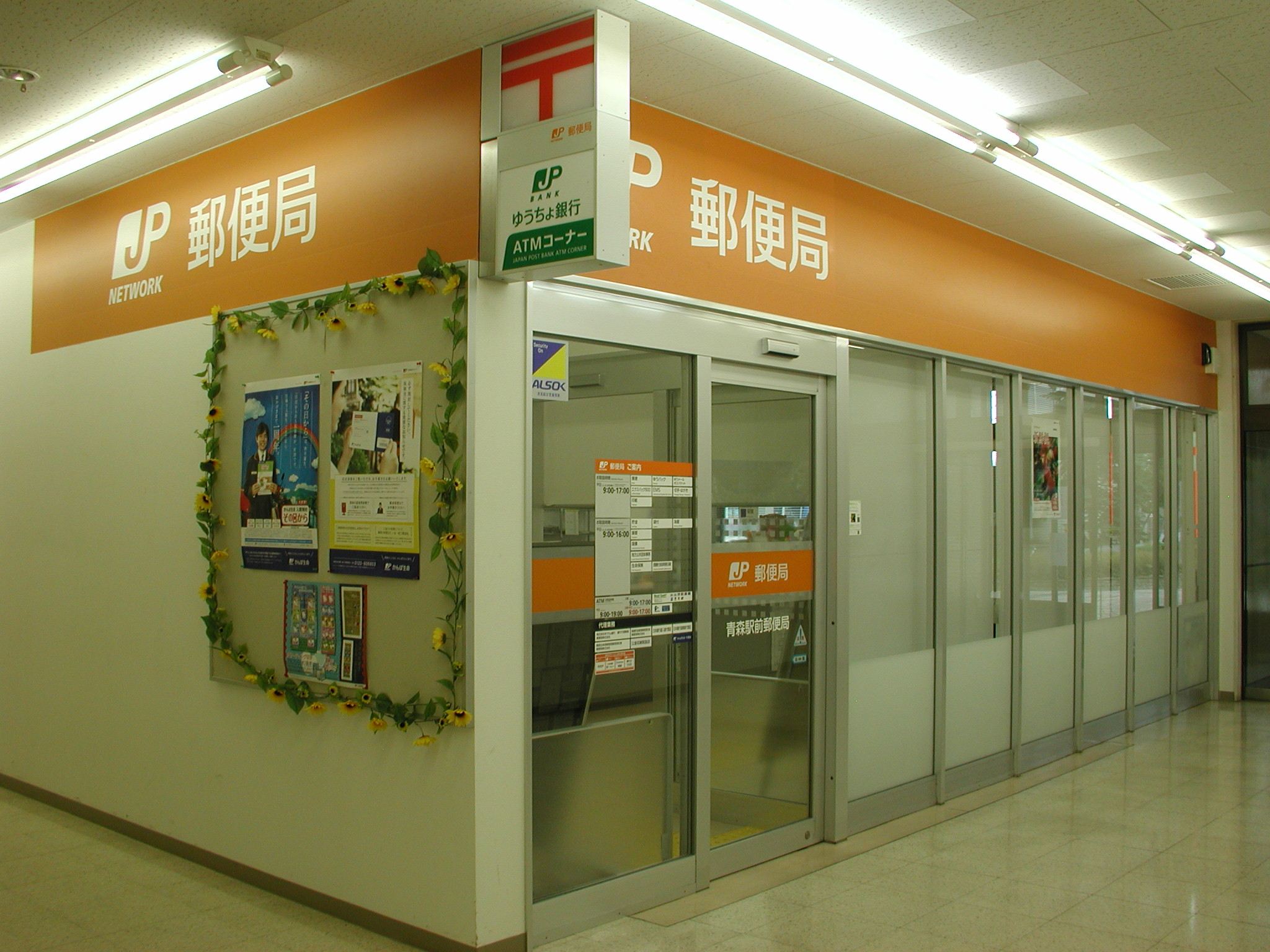
2009年8月時点の局舎

青森駅前郵便局（あおもりえきまえゆうびんきょく）は青森県青森市にある郵便局。民営化前の分類では無集配特定郵便局であった。

## 概要
住所：〒030-0801 青森県青森市新町1-8-1 弁慶青森駅前ビル

## 沿革
- 1912年（明治45年）2月21日 - 青森郵便局駅前分室として設置。
- 1987年（昭和62年）7月1日 - 親局の改称に伴い、青森中央郵便局駅前分室となる。
- 1989年（平成元年）7月24日 - 同日設置された青森西郵便局に移管され青森西郵便局駅前分室となる。
- 1998年（平成10年）11月24日 - 青森市柳川一丁目から同市新町一丁目に移転[1]。
- 2001年（平成13年）5月28日 - 青森西郵便局駅前分室[2]を廃止。同日、青森市柳川一丁目（分室の移転前の位置）に建設されたぱ・る・るプラザ青森の1階に、ぱ・る・るプラザ青森内郵便局として開局。
- 2006年（平成18年）10月30日 - ぱ・る・るプラザ青森の閉鎖[3]に伴い、再び青森市新町一丁目に移転、青森駅前郵便局に改称[4]。
- 2007年（平成19年）10月1日 - 民営化。
- 2012年（平成24年）10月1日 - 日本郵便株式会社発足。
- 2015年（平成27年）3月23日 - 現在地に移転。

## 取扱内容
- 郵便、印紙、ゆうパック
- 貯金、為替、振替、振込、国債
- 生命保険、バイク自賠責保険
- 地方公共団体事務（青森市バスカード・ごみ処理券の販売）
- ゆうちょ銀行ATM

## 周辺
- ラビナ（青森駅ビル）
- アウガ - 青森市役所駅前庁舎 等がある。1~4階の商業施設は2017年2月に閉鎖された。
- 青森市民ホール
- 青森県観光物産館アスパム
- 青森ベイブリッジ
- 国道7号

## アクセス
- JR青森駅から徒歩約5分
- 青森市営バス 青森駅前停留所、もしくは古川一丁目停留所下車
- 駐車場なし